# Kannabateomys amblyonyx
Kannabateomys amblyonyx (Wagner, 1845) è un roditore della famiglia degli Echimiidi, unica specie del genere Kannabateomys (Jentink, 1891), diffuso nell'America meridionale.

## Descrizione

### Dimensioni
Roditore di grandi dimensioni, con la lunghezza della testa e del corpo tra 230 e 347 mm, la lunghezza della coda tra 300 e 420 mm, la lunghezza del piede tra 45 e 57 mm, la lunghezza delle orecchie tra 16 e 27 mm e un peso fino a 570 g.

### Caratteristiche craniche e dentarie
Il cranio presenta un rostro corto e largo, la regione inter-orbitale è ampia, con i margini rialzati che si estendono posteriormente. il palato è stretto, i fori sono piccoli. I denti masticatori hanno la corona bassa, hanno quattro radici, sono notevolmente larghi e le file sono disposte parallelamente tra loro.
Sono caratterizzati dalla seguente formula dentaria:

### Aspetto
La pelliccia è lunga e soffice. Le parti dorsali variano dall'olivastro al fulvo finemente striate di nero, i fianchi sono più fulvi, mentre le parti ventrali sono arancioni con dei riflessi bianchi sulla gola ed il petto. La testa è grande ed ottusa, le vibrisse sono lunghe, le guance sono grigiastre mentre le labbra sono bianche. Le orecchie sono relativamente corte. Le zampe hanno tutte lunghe dita munite di unghie, quelle anteriori ne hanno quattro, con le due centrali ampiamente separate dalle due esterne. I piedi sono lunghi. La coda è molto più lunga della testa e del corpo, è robusta, affusolata, ricoperta di peluria marrone scura sopra e bianca sotto e all'estremità, dove talvolta è presente un ciuffo di peli marroni scuri. Il cariotipo è 2n=98 FN=126.

## Biologia

### Comportamento
È una specie arboricola che vive solitariamente o in coppie. Le cure parentali di entrambi i genitori, l'allontanamento ritardato dei giovani, l'assenza di dimorfismo sessuale e la sovrapposizione dei raggi d'azione dei due sessi suggeriscono una monogamia. Quando minacciata emette forti squittii.

### Alimentazione
Si nutre di germogli e foglie di bambù e altre piante.

## Distribuzione e habitat
Questa specie è diffusa nel Paraguay orientale, provincia argentina nord-orientale di Misiones e negli stati brasiliani sud-orientali di Paranà, Rio de Janeiro, Rio Grande do Sul, Santa Catarina e San Paolo.
Vive nei boschi di Bambù, particolarmente lungo corsi d'acqua, nelle foreste pluviali e nelle foreste a galleria umide.

## Conservazione
La IUCN Red List, considerato il vasto areale e la popolazione presumibilmente numerosa, classifica K.amblyonyx come specie a rischio minimo (Least Concern).